# آبشار سیرووانی
آبشار سیرووانی (به انگلیسی: Siruvani Waterfalls) آبشاری است که در بریتیش کلمبیا، کانادا واقع شده و ارتفاع کلی ریزشگاه آن ۵۲ متر است.